# Mirza Abolhassan Khan Ilchi
Mirza Abolhassan Khan Ilchi (Perzisch: میرزا ابوالحسن خان ایلچی; Shiraz, 1776 – 1845) was een Iraans politicus en diplomaat die tweemaal diende als minister van Buitenlandse Zaken, de eerste maal tussen 1823 en 1834 en vervolgens van 1838 tot aan zijn dood in 1845.

## Biografie

### Vroege jaren
Mirza Abolhassen Khan Ilchi werd geboren als de zoon van Mirza Muhammad 'Alikhan, die diende als klerk onder Nader Sjah Afshar. Een oom van hem was Hajji Ebrahim Shirazi, die als grootofficier onder de Kadjaren diende. In 1801 begon Shirazi een bedreiging te vormen voor het bewind van sjah Fath'Ali Kadjar en werd deze blind gemaakt en vermoord. Ook zijn familie viel uit de gratie en Ilchi, die op dat gouverneur van Shushtar was, ontvluchtte Iran. Hij ging eerst op pelgrimage naar Mekka en vertrok vervolgens naar India waar hij de komende tweeëneenhalf jaar verbleef.

### Ambassadeur in het Verenigd Koninkrijk
Begin negentiende eeuw kwam er diplomatiek contact tot stand tussen de Kadjaren en het Verenigd Koninkrijk over de mogelijkheid tot een onderlinge alliantie die gericht was tegen het Keizerrijk Rusland. Dit contact leidde in 1809 tot de creatie van het "Voorlopig Verdrag van Vriendschap en Alliantie" tussen beide landen. Ilchi werd daarvoor naar Engeland gestuurd om de laatste details van het verdrag rond te krijgen. Britse bronnen verschillen over de reden waarom Ilchi naar Engeland werd gestuurd. Een van de bronnen vermoed dat Ilchi werd gekozen vanwege de tijd die hij had doorgebracht in Brits-India en een ander dat niemand anders bereid was om af te reizen naar het hof van een "ongelovige".
Op 25 november 1809 kwam Ilchi aan in Engeland en in totaal verbleef hij zeven maanden in het land voor hij in juli 1810 weer per schip naar Iran terugkeerde. Tijdens zijn periode in Londen werd Ilchi het gesprek van de high society. Ook begon de Britse Oost-Indische Compagnie hem een jaarlijks salaris uit te keren van duizend roepies en deze betalingen zouden tot aan zijn dood aanhouden. Het geld dat Ilchi verkreeg van hen was bekend aan het hof van de Kadjaren. Tijdens zijn periode in Engeland zou Ilchi ook Engels leren. De terugreis van Ilchi naar Iran duurde door het slechte weer in totaal negen maanden en dit weer leidde ertoe dat er een omreis moest worden gemaakt via Rio de Janeiro.

### Verdere diplomatieke reizen
Ilchi ondertekende namens Iran in 1813 het Verdrag van Gulistan met Rusland waarbij Iran enkele delen van hun rijk opgaf om een einde te maken aan de Russisch-Perzische Oorlog. Vervolgens stuurde de sjah hem als ambassadeur naar Rusland waar hij drie jaar zou dienen. Hij wist in deze functie Rusland er niet van te overtuigen om enkele gebieden weer terug te geven aan Iran. In 1818 werd hij er opnieuw uitgestuurd en maakte Ilchi een reis door Europa en kocht hij onder meer wapens in Oostenrijk in. Ook bezocht hij tweemaal Engeland en ging het gerucht dat hij na een van deze bezoeken ook een vrijmetselaar was geworden.

### Minister van Buitenlandse Zaken
Vanwege zijn kennis van de Europese staten werd Ilchi in 1824 benoemd tot minister van Buitenlandse Zaken. Ilchi was een van de weinige hovelingen die zich verzette tegen een nieuwe oorlog tegen Rusland. Vervolgens was hij in 1834 een van de hovelingen die verdeeldheid zaaiden in de successiestrijd die was losgebarsten na de dood van Fath'Ali. In deze successiestrijd steunde Ilchi de claim van prins Hossein Ali Mirza, omdat Muhammad Sjah van plan was om Ilchi te vervangen als minister, maar Hossein Ali werd al na veertig dagen verslagen. Hij zocht vervolgens zijn toevlucht in het Heiligdom van Sjah Shah Abdol-Azim in Ray. Een nieuwe grootvizier, Haji Mirza Aqasi, vergaf Ilchi zijn verraad waarop hij kon terugkeren aan het hof. Hij zou opnieuw minister van Buitenlandse Zaken worden en zou in 1845 volgens de Britse kranten aan Cholera overlijden.

## Schrijfwerk
Ilchi beschreef zijn reis en verblijf in Engeland in het boek Hayratnamah. Het boek start met zijn vertrek uit Teheran en eindigt met zijn terugkeer naar Iran via Rio de Janeiro en Mumbai. Het is onduidelijk of Ilchi het boek schreef tijdens zijn reizen of kort na afloop.